# Josef Mutzbauer
Josef Mutzbauer (* 16. Dezember 1886 in Gemünden; † 4. April 1935 in Dachau) war ein deutscher Kriminalbeamter und KZ-Funktionär. Mutzbauer amtierte von 1933 bis 1935 als Leiter der Politischen Abteilung des KZ Dachau.

## Leben und Tätigkeit
Am Ersten Weltkrieg nahm Mutzbauer als Feldwebel beim Minenwerferbataillon 9 der bayerischen Armee teil. Nach dem Krieg trat er in den Dienst der Kriminalpolizei in München.
Nach der Machtergreifung der Nationalsozialisten Ende Januar 1933 wurde Mutzbauer im Frühjahr 1933 in die neugebildete Bayerische Politische Polizei (BPP), einer aus der regulären Polizei ausgegliederten eigenständigen Geheimpolizeiorganisation für das Land Bayern, die dem SS-Chef Himmler unterstand. Etwa im Mai 1933 wurde Mutzbauer als Vertreter der BPP in das wenige Wochen zuvor gegründete erste Konzentrationslager der SS, das KZ Dachau außerhalb von München, versetzt, in dem er die Leitung der Politischen Abteilung des Lagers übernahm. Die Politische Abteilung war die Verbindungsstelle zwischen der Zentrale der BPP in München (sowie den Kommandos der BPP in den anderen Großstädten Bayerns), die für die Einweisung der meisten Gefangenen, die in das Lager verbracht wurden, verantwortlich war, und der Leitung des Konzentrationslagers.
Die Politische Abteilung war in der Kommandantur von Dachau untergebracht.
Ein Bericht der SOPADE, der Leitung der Exil-SPD, von 1936 notierte, dass Mutzbauer den ihr zugegangenen Informationen zufolge der „erste politische Leiter des KZ Dachau“ war und er seine Stellung benutzt habe, um vielen Gefangenen das Lager „zur Hölle“ zu machen. So habe er laufend Unterschlagungen aus Postsendungen für Gefangene begangen.
Bereits im Sommer 1933 leitete der Staatsanwalt Josef Hartinger im Auftrag des Münchener Oberstaatsanwalts Wintersberg Ermittlungen gegen den ersten Kommandanten von Dachau, Hilmar Wäckerle, gegen den Lagerarzt Nuernbergk sowie gegen Mutzbauer ein und erhob Anklage wegen Mordes gegen die drei Männer. Die Untersuchung mehrerer Todesfälle, die zu diesem Zeitpunkt bereits vorgekommen waren, hatten Hinweise zutage gefördert, dass die Betroffenen vorsätzlich getötet worden waren. Der Ermittlungsakt zu dem von Harting eingeleiteten Verfahren wurde jedoch im Juni 1933 vom Bayerischen Staatsministerium des Innern angefordert und das Ermittlungsverfahren anschließend niedergeschlagen.
Laut einer Aussage des Häftlings Josef Klampfl von 1949 hatte Mutzbauer am frühen Abend des 1. Juli 1934 die Erschießung von vier SA-Angehörigen aus der Umgebung von Ernst Röhm und Edmund Heines kommandiert, die im Zuge der „Röhm-Affäre“ vom Sommer 1934 in Dachau exekutiert wurden. Der Lagerkommandant Theodor Eicke hatte die Männer nach der von ihm am frühen Abend des 1. Juli vorgenommenen Erschießung Ernst Röhms im Gefängnis Stadelheim von dort nach Dachau mitgenommen. In Dachau wurden sie, kurz nach ihrem Eintreffen, in die Kommandantur verbracht, wo ihnen eröffnet wurde, dass sie zum Tode verurteilt seien und dann nacheinander, jeder einzeln, auf dem Schießplatz des Lagers aufgestellt und in Anwesenheit einer großen Zahl von Häftlingen, die Eicke zum Zuschauen abkommandiert und in Formation hatte antreten lassen, von einem acht bis zehn Mann starken SS-Peloton mit entblößter Brust erschossen. Klampf beteuerte später zu wissen, dass Mutzbauer diese Exekutionen befehligte, da er ihn aus der Nähe gesehen und auch seine Kommandoworte gehört habe.
Mutzbauer starb laut amtlicher Feststellung am 4. April 1935. Die meisten Quellen geben an, dass er sich selbst in seiner Wohnung in Dachau erhängte. Die SOPADE behauptete, dass aufgrund des Umfangs der angeblich von ihm begangenen Unterschlagungen eine Untersuchung gegen ihn eingeleitet worden sei und er sich, um einer Urteilsvollstreckung zuvorzukommen, selbst getötet habe. Die Staatsanwaltschaft beim Landgericht München I hielt demgegenüber in einem Aktenvermerk vom 13. Juni 1949 fest, dass Mutzbauer nach ihren Feststellungen (sie berief sich auf Vernehmungen der ehemaligen Aufseher Schelkshorn und Hans Steinbrenner) am 4. April 1935 im Kommandanturarrest des Lagers Dachau auf Befehl des Kommandanten Eicke gehängt worden sei.